# Gesetz über die Sterbehilfe (Belgien)
Das Gesetz über die Sterbehilfe (niederländisch Wet betreffende de euthanasie; französisch Loi relative à l’euthanasie) ist ein 2002 in Kraft getretenes Gesetz des Königreichs Belgien, das die aktive Sterbehilfe zulässt.

## Gesetzesinhalt
Nach den Bestimmungen des Gesetzes ist die Sterbehilfe unter drei Bedingungen erlaubt:
- Der Patient muss volljährig (oder ein für mündig erklärter Minderjähriger) und zum Zeitpunkt der Bitte um Sterbehilfe handlungsfähig und bei Bewusstsein sein.
- Die Bitte um Sterbehilfe muss freiwillig, überlegt und wiederholt formuliert worden und darf nicht durch Druck von außen zustande gekommen sein.
- Der Patient muss sich in einer medizinisch aussichtslosen Lage befinden und sich auf eine anhaltende, unerträgliche körperliche oder psychische Qual berufen, die nicht gelindert werden kann und die Folge eines schlimmen und unheilbaren unfall- oder krankheitsbedingten Leidens ist.

Der Arzt, der die Sterbehilfe ausführt, muss dies freiwillig tun, niemand kann dazu gezwungen werden.
Das Vorgehen des Arztes ist gesetzlich streng vorgegeben. Es werden Beratungen über den Zustand des Patienten und die Möglichkeiten der Palliativmedizin als gesetzlich vorgeschriebene Bedingungen gefordert. Die Konsultation eines zweiten unabhängigen Arztes und die Einhaltung einer mindestens einmonatigen Wartezeit zwischen der schriftlichen Anfrage des Patienten und der Leistung der Sterbehilfe sind vorgeschrieben.
Ein Arzt, der Sterbehilfe durchgeführt hat, muss danach der Föderalen Kontroll- und Bewertungskommission einen Bericht vorlegen. Die Kommission, die sich aus acht Doktoren der Medizin, davon vier Professoren an einer belgischen Universität, vier Juristen und vier Personen „aus Kreisen, die mit der Problematik unheilbar erkrankter Patienten befasst sind“, zusammensetzt, hat die Einhaltung der Rechtsvorschriften zu prüfen.

## Entstehung
Das Gesetz, das sich am niederländischen Sterbehilfegesetz orientiert, wurde nach einer zweijährigen Debatte, die zu einer Entkriminalisierung der aktiven Sterbehilfe führte, am 28. Mai 2002 verabschiedet. Es wurde am 22. Juni 2002 im Belgischen Staatsblatt veröffentlicht und trat am 23. September 2002 in Kraft.
Am 10. November 2005 wurde ein ergänzendes Gesetz erlassen, das Bestimmungen in Bezug auf die Rolle des Apothekers und den Gebrauch und die Verfügbarkeit todbringender Substanzen enthält. Diese stellen klar, dass ein Apotheker, der eine todbringende Substanz auf der Grundlage einer Verschreibung infolge des Sterbehilfegesetzes abgibt, keine Straftat begeht. Der Apotheker muss die Substanz dem Arzt persönlich aushändigen.
Am 13. Dezember 2013 beschloss der belgische Senat eine Ausweitung des Gesetzes auf Minderjährige. Die seit 2002 gültigen Regelungen sollen für Minderjährige verschärft werden, so soll eine aktive Sterbehilfe nur bei unerträglichen und nicht zu lindernden körperlichen Schmerzen, nicht aber bei psychischen Leiden zulässig sein. Neben dem erklärten Willen der Minderjährigen sei eine schriftliche Zustimmung der Eltern genauso notwendig wie ärztliche und jugendpsychiatrische Gutachten. Die aktive Sterbehilfe für Kinder und Jugendliche wurde in Belgien intensiv diskutiert, vor allem die großen Religionsgemeinschaften sprachen sich gegen die Ausweitung des Gesetzes aus. Die belgische Abgeordnetenkammer stimmte dem Gesetz am 13. Februar 2014 zu und es wurde am 28. Februar 2014 vom König ausgefertigt.